# 威瑪共和國惡性通貨膨脹
在1918年至1924年期間，威瑪共和國馬克經歷了惡性通貨膨脹，這引發了德國國內政治動盪以及外國軍隊佔領魯爾區。為支付一戰需要的巨額費用，德國在戰時暫停金本位，並決定通過借款來支撐戰爭，導致馬克匯率在戰爭中就已經開始貶值。馬克對美元的匯率在戰爭中從4.2馬克/美元貶值到7.9馬克/美元。德國戰敗後，威瑪共和國無力償還債務，導致馬克開始大幅貶值。1919年底時，1美元可以兌換48紙馬克。1921年上半年，馬克匯率穩定在1美元可以兌換90馬克。然而此後由於德國被要求支付戰爭賠償，導致德國開始大量印鈔購買外匯並支付賠款，進而引發馬克急劇貶值。1923年11月時，1美元等於4,210,500,000,000德國馬克。此後德國先後發行新貨幣地租馬克和帝國馬克，以解決通脹問題:151-154。自此之後德國傾向於採取穩健的貨幣及財政政策，停止發行貨幣支應債務並削減預算赤字:154-156，這也影響了德國在2009年歐洲主權債務危機時的態度。